# Gheorghi Țîbulnikov
Gheorghi Țîbulnikov (n. 21 noiembrie 1966) este un caiacist ce a reprezentat Rusia, medaliat olimpic. A participat la o ediție a Jocurilor Olimpice (1996) în care a câștigat o medalie de bronz.

## Participări
Lista de mai jos prezintă principalele competiții la care a participat Gheorghi Țîbulnikov de-a lungul carierei.
- canoeing at the 1996 Summer Olympics – men's K-4 1000 metres[*]